# Witanowice (Tomice)
Witanowice ist eine Ortschaft mit einem Schulzenamt der Gemeinde Tomice im Powiat Wadowicki der Woiwodschaft Kleinpolen in Polen.

## Geographie
Der Ort liegt am rechten Ufer des Flusses Soła.
Nachbarorte sind die Stadt Wadowice im Süden, Radocza im Westen, Woźniki und Zygodowice im Norden sowie Lgota im Osten.

## Geschichte
Witanowice wurde im Jahre 1317 erstmals urkundlich erwähnt und später im Peterspfennigregister des Jahres 1326 im Dekanat Zator des Bistums Krakau als die Pfarrei Villa Wriderici seu Vitanowicz. Die beiden Namen sind patronymisch abgeleitet von den Vornamen Fryderyk (vielleicht ein Deutscher) bzw. Witan (ein Pole). Im Jahre 1361 wurde nova Wythanouicz erwähnt, wahrscheinlich das heutige Lgota, als es vom Otto von Pilcza für Klimontów und Sielec austauscht wurde.
Politisch gehörte das Dorf ursprünglich zum Herzogtum Auschwitz, dies bestand ab 1315 in der Zeit des polnischen Partikularismus. Seit 1327 bestand das Herzogtum die Lehnsherrschaft des Königreichs Böhmen. Seit 1445 gehörte es zum Herzogtum Zator, dieses wurde im Jahr 1494 an Polen verkauft.
Bei der Ersten Teilung Polens kam Witanowice 1772 zum neuen Königreich Galizien und Lodomerien des habsburgischen Kaiserreichs (ab 1804).
1918, nach dem Ende des Ersten Weltkriegs und dem Zusammenbruch der k.u.k. Monarchie, kam Witanowice zu Polen. Unterbrochen wurde dies nur durch die Besetzung Polens durch die Wehrmacht im Zweiten Weltkrieg.
Von 1975 bis 1998 gehörte Witanowice zur Woiwodschaft Bielsko-Biała.

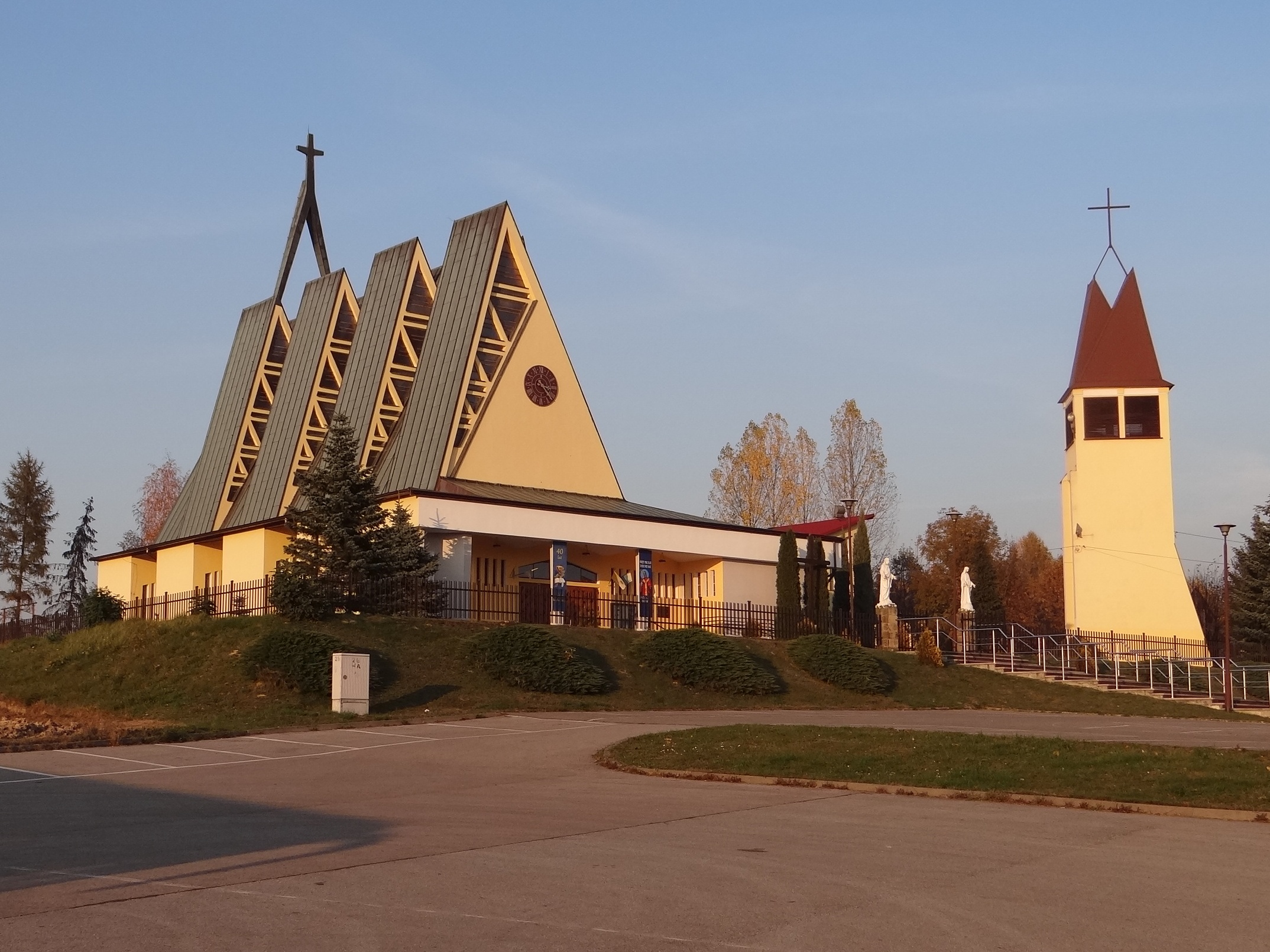
Kirche
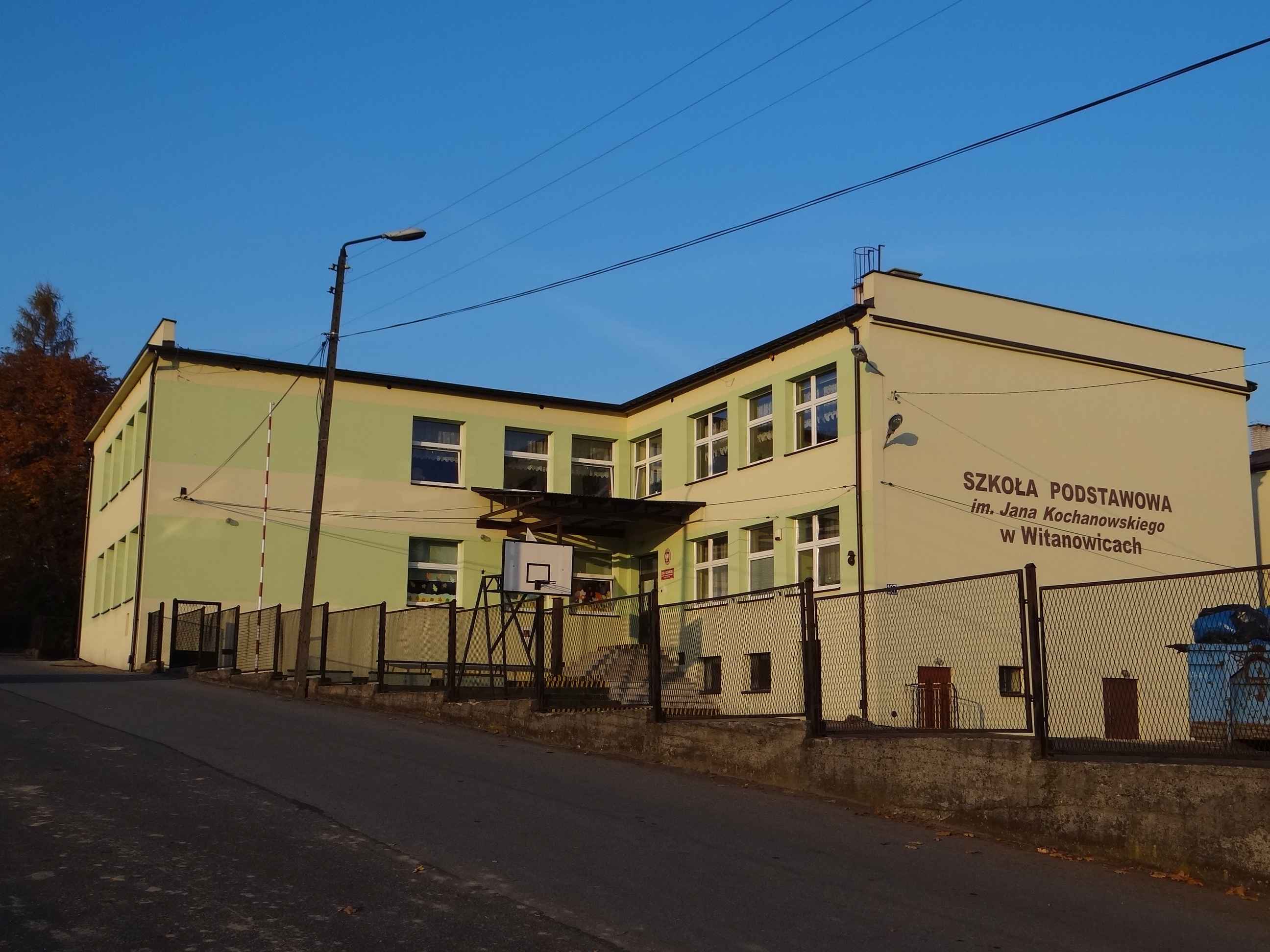
Schule